# Nertobriga
Nertobriga is een geslacht van vlinders van de familie visstaartjes (Nolidae), uit de onderfamilie Chloephorinae.

## Soorten
- N. abbreviata Walker, 1862
- N. ferripunctum Walker, 1864
- N. olivaria Warren, 1916
- N. signata Walker, 1864
- N. soliera Swinhoe, 1895
- N. straminea Hampson, 1891